# Serra de Montllober
La Serra de Montllober és una serra situada als municipis de Massalcoreig i Seròs a la comarca del Segrià, amb una elevació màxima de 256,2 metres.
Montllober és un Espai que presenta una gran singularitat pel que fa a les seves característiques i a la vegetació que alberga. Se situa a l'extrem més occidental de la Depressió Central Catalana, al límit de les terres catalanes i aragoneses. El paisatge d'aspecte subdesèrtic de Montllober és un representant típic dels relleus testimonials de les planes del Segrià, i té una forta influència dels vegetals mediterraneoesteparis. Conserva mostres importants dels sistemes naturals propis del territori més continental de Catalunya, l'entorn dels quals ha estat profundament transformat per les activitats agrícoles.

## Medi físic
Montllober és un altiplà d'uns 70 metres ubicat entre el Segre i el Cinca, molt a prop de I'aiguabarreig d'aquests dos rius. El relleu tabular de Montllober està format per diversos materials sedimentaris (margues, guixos, lutites) molt tous i horitzontals.

## Biodiversitat
La vegetació, la flora i la fauna presents a Montllober són riques en les comunitats típiques de la Depressió Central Catalana, amb espècies de distribució molt reduïda a Catalunya i endèmiques de la regió. Són d'especial interès les comunitats vegetals de l'erm de sanadella blana i espart bord pel seu estat de conservació, la seva elevada diversitat i la seva reduïda distribució a Catalunya, així com les timonedes, que presenten unes espècies vegetals endèmiques o amb una distribució reduïda. En l'aspecte faunístic, el grup dels ocells és el més interessant.

### Vegetació i flora
Els fragments de vegetació natural que es presenten a Montllober són un bon exemple del paisatge mediterraneocontinental de les terres baixes de la depressió de l'Ebre.
Les màquies de garric i arçot climàciques pràcticament han desaparegut i només en resten petits retalls insignificants i irreconeixibles. La vegetació actual es caracteritza pel predomini dels matollars nitrohalòfils (Salsolo-Peganion), afavorits per la pastura del bestiar boví.
La comunitat més característica és la de botja pudent i siscall (Artemisietum herba-albae), que localment pren un gran desenvolupament. En la composició florística d'aquestes comunitats s'evidencia una forta influència dels vegetals mediterraneoesteparis.
Algunes espècies interessants de flora són:
- Lygeum spartum
- Reseda stricta
- Hedysarum humile
- Retama sphaerocarpa
- Helianthemum squamatum

Tal com passa en altres espais de la depressió Central occidental, algunes de les espècies que hi viuen són plantes molt rares per a la flora catalana. Finalment, timonedes seques, erms de llistó (Brachypodium retusum) i plantes anuals com l'Agropyro-Lygelon complementen el paisatge de Montllober.

### Fauna
A Montllober hi ha alguns elements de la fauna vertebrada associats a ambients esteparis o semiesteparis. Pel que fa als ocells, s'hi reprodueixen espècies com el torlit (Burhinus oedicnemus), el còlit negre (Oenanthe leucura), el trobat (Anthus campestris) o el gaig blau (Coracias garrulus). Representant els rèptils, hi habita la interessant sargantana cuaroja (Acanthodactylus erythrurus) i, quant a invertebrats, el cerambícid Lucanus cervus.

### Protecció
L'Espai Natural Protegit Montllober va ser incorporat al PEIN pel Decret 328/1992, pel qual s'aprovava el PEIN. Així mateix, mitjançant el Pla especial se'n va fer la delimitació definitiva. Aquest Pla complementa el règim normatiu bàsic de protecció establert pel PEIN amb determinacions específiques per a aquest Espai.